# Banna (castrum)
Banna, anche noto come Forte romano di Birdoswald, è stato un castrum romano lungo il Vallo di Adriano, tra il forte di Camboglanna a occidente e quello di Magnis a oriente; una strada romana, nota col nome moderno di Maiden Way, lo collegava al castrum di Fanum Cocidi, undici chilometri più a nord, col quale comunicava attraverso due torrette di segnalazione. Situato ove sorge la moderna Birdoswald, il castrum di Banna era in cima ad un alto sperone triangolare delimitato da scarpate a sud e a est e dominante un ampio meandro del fiume Irthing, in Cumbria; il nome Banna in lingua latina significa «sperone» o «lingua», e descrive la posizione del castrum.
Si tratta dell'unico forte del Vallo di Adriano per il quale sia stato possibile dimostrare l'uso anche nel periodo successivo al dominio romano, e per questo motivo è oggetto di indagini archeologiche.

## Struttura del forte
Il forte fu occupato da truppe ausiliarie approssimativamente dal 112 al 400 circa. Nella zona occidentale del Vallo di Adriano, il Vallo fu originariamente costruito in terra, e solo successivamente ricostruito in pietra. Il forte in pietra fu costruito poco dopo il Vallo, nella usuale forma rettangolare, con porte di ingresso ad oriente, occidente e meridione. All'interno furono erette le usuali strutture in pietra, i principia (quartier generale), gli horrea (granai) e gli alloggi dei soldati; cosa insolita per un forte destinato alle truppe ausiliarie, a Banna fu eretta anche una basilica exercitatoria (palestra), come previsto per gli addestramenti invernali.
A seguito di indagini geofisiche (1997-2001) – sia tramite la magnetometria che attraverso la misurazione della resistività del terreno – è stato possibile riconoscere il buono stato di conservazione delle strutture del forte, e procedere successivamente all'indagine archeologica. Questa ha portato alla luce due vici (insediamenti civili) di caratteristiche differenti a est e a ovest del forte; le stesse indagini hanno permesso di determinare la posizione di una struttura termale nella valle del fiume Irthing.

## Guarnigione
Le iscrizioni ritrovate sul posto hanno permesso di identificare la guarnigione del forte con la cohors I Aelia Dacorum, la cui presenza è attestata tra il 205 circa e il 282 circa; in epoca severiana era presente probabilmente anche la cohors I Thracum.

## Caratteristiche del Vallo
Il settore del Vallo di Adriano che si estende nel raggio di tre chilometri da Banna ha la caratteristica unica di essere stato spostato rispetto alla posizione del Vallo originario in terra. Quando il primo Vallo fu ricostruito in pietra, probabilmente negli anni 130, fu eretto circa 50 metri a nord del precedente vallo in terra, in modo da allinearsi al muro settentrionale del forte invece che alle sue porte occidentale e orientale; le ragioni di questo spostamento non sono note, sebbene sia plausibile che sia dipeso da esigenze di segnalazione. Ad ogni modo, il settore nei pressi di Banna è l'unico del Vallo di Adriano in cui sia attualmente possibile confrontare direttamente le due fasi della costruzione.
A circa 600 metri ad est di Banna, ai piedi di una scarpata giacciono i resti del ponte di Willowford, che permetteva al Vallo di transitare il fiume Irthing. Il movimento verso occidente del corso del fiume ha lasciato, nel corso dei secoli, la spalla orientale del ponte alta e all'asciutto, mentre quella occidentale è stata probabilmente distrutta dall'erosione.

## Occupazione post-romana
Gli scavi archeologici effettuati tra il 1987 e il 1992 hanno mostrato che i granai del forte furono occupati ininterrottamente tra la fine del periodo romano e il 500 circa; furono infatti rimpiazzati da due successive grandi sale dalle pareti di tronchi, simili a molte altre ritrovate in Gran Bretagna nel V e VI secolo. Dopo la fine del dominio romano sulla Gran Bretagna, il forte servì come centro di potere per un gruppo armato locale, probabilmente discendente dalla guarnigione romana.